# The Thin White Duke
The Thin White Duke is een personage van de Britse muzikant David Bowie uit 1976 dat voornamelijk wordt geïdentificeerd met zijn album Station to Station en bij name wordt genoemd in het titelnummer, alhoewel Bowie het personage al had geïntroduceerd tijdens zijn tournee ter promotie van Young Americans. Het personage is losjes gebaseerd op Thomas Jerome Newton, een personage dat Bowie speelde in de film The Man Who Fell to Earth uit hetzelfde jaar.

## Karakteristieken
Op het eerste gezicht ziet de Duke er normaler uit dan Bowies vorige personages, die meer werden beïnvloed door de glamrock. De Duke droeg een wit shirt, een zwarte broek en een vest en zong romantische liedjes met een gekwelde intensiteit. Het personage is beschreven als "een gekke aristocraat", "een amorele zombie" en "een emotieloze Arische superman". Bowie beschreef het personage zelf als "een erg Arisch, fascistisch type; een zogenaamde romanticus zonder enkele emotie maar die veel neo-romantiek spoot."

## Geschiedenis
Bowie begon met het ontwikkelen van diverse personages in het begin van de jaren 70, met de alien Ziggy Stardust als bekendste voorbeeld. Nadat hij Ziggy met pensioen liet gaan in 1973, creëerde hij het dystopische personage "Halloween Jack" voor het album Diamond Dogs en begon met optreden als The Thin White Duke voor zijn volgende album Young Americans.
The Thin White Duke was een controversieel figuur. Toen Bowie in 1975 en 1976 als het personage geïnterviewd werd, maakte hij statements over Adolf Hitler en fascisme die sommigen als pro-fascistisch beschreven. In mei 1976 ging de ophef nog een stap verder; hij werd gefotografeerd toen hij een beweging maakte die op een de nazigroet leek toen hij een groep fans zag bij het Station London Victoria. Bowie ontkende dit en zei dat hij alleen aan het zwaaien was en dat de foto in het midden van zijn beweging gemaakt werd. In 1976 ontkende Bowie zijn pro-fascistische uitspraken en zei dat deze verkeerd begrepen werden. In een interview met de Daily Express legde hij uit terwijl hij verschillende personages speelde: "Ik ben Pierrot. Ik ben Everyman. Wat ik doe is theater, en alleen theater... Wat je op het podium ziet is niet sinister. Het is gewoon clowns. Ik gebruik mezelf als een canvas en probeer de waarheid van onze tijd erop te schilderen. Het witte gezicht, de zakkerige broeken - dat is Pierrot, de eeuwige clown die zich over de grote droefheid buigt. In 1977, toen het personage niet meer gebruikt werd, zei Bowie: "Ik heb mijn twee of drie welbespraakte, theatrale observaties op de Engelse samenleving gemaakt en het enige waarmee ik nu er tegenin kan gaan is door te zeggen dat ik GEEN fascist ben."
Later noemde Bowie de periode van eind 1974 tot begin 1977, waar ook The Thin White Duke onder viel, "de donkerste dagen van mijn leven" door zijn "astronomische" cocaïnegebruik. Hij gaf zijn mentale gezondheid de schuld van zijn gedrag en zijn fascinatie voor nazisymbolen en zei dat hij zich de opnamen van zijn album Station to Station niet eens kon herinneren. Doordat zijn drugsgebruik zijn fysieke en mentale gezondheid aantastte, probeerde Bowie zijn cocaïnegebruik te verminderen en The Thin White Duke af te bouwen, die hij inmiddels zag als "inderdaad een naar personage" en later als "een oger". Hij verhuisde uit Los Angeles en ging eind 1976 in West-Berlijn wonen, waar hij zijn zogeheten Berlijnse trilogie (Low, "Heroes" en Lodger) samen met Brian Eno en Tony Visconti opnam.